# Khu bảo tồn lan rừng Troh Bư
Khu bảo tồn lan rừng vườn Troh Bư- Buôn Đôn (Trohbu Botanic Garden) là một khu vườn thực vật tư nhân, được lập ra từ năm 1995 với mục đích ban đầu là Vườn thực vật (Botanic Garden) vùng Tây Nguyên - Việt Nam; đến tháng 3 năm 2012, vườn bắt đầu được xây dựng theo mục tiêu chính là Khu bảo tồn các loài lan rừng tự nhiên Việt Nam vùng Tây Nguyên. Khu bảo tồn nằm ở địa phận buôn Niêng 3 xã Ea Nuôl huyện Buôn Đôn tỉnh Đắk Lắk, cách Buôn Ma Thuột hơn 12 km về phía tây theo đường tỉnh lộ 1 (Nguyễn Thị Định) hướng đi Bản Đôn. (Theo tiếng Ê Đê thì Troh Bư có nghĩa là " lũng cá lóc suối").

## Khái quát chung

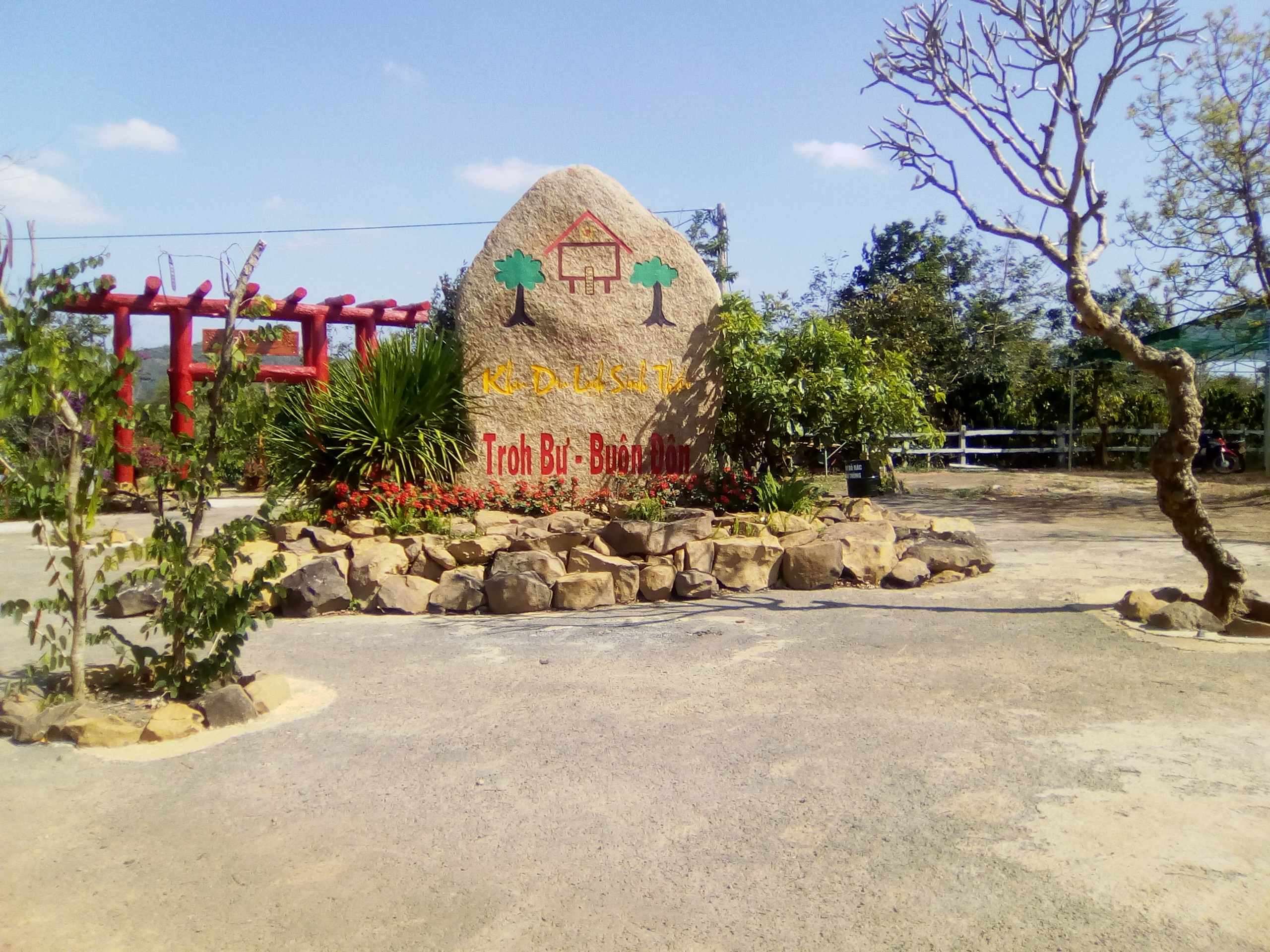
Bên ngoài cổng vào Troh Bư

Nằm ở vùng hạ nguồn lưu vực của hệ thống sông Serepok, có cấu trúc bậc thang lắm thác ghềnh với độ dốc lòng là 7,54%.Troh Bư nằm trong khu vực đặc trưng cho hệ sinh thái rừng khộp với nguồn gen thực vật hoang dã rất đặc trưng Tây Nguyên. 
Tuy nhiên, do khu bảo tồn được xây dựng trên cơ sở của một khu rừng từng bị phá và bỏ hoang nhiều lần để làm nương rẫy theo tập quán của người đồng bào nên rừng ở Troh Bư chủ yếu là cây gỗ tái sinh. Sau 22 năm xây dựng, hiện tại vườn đã  được bổ sung thêm nhiều loại cây gỗ quý của Đắk Lắk nói riêng, Tây Nguyên nói chung. Nhìn chung thì đến nay hệ sinh thái rừng ở đây hoàn toàn đã được khôi phục với đầy đủ đa dạng sinh học của một khu rừng mưa nhiệt đới.
Với diện tích 05 ha, Troh Bư hiện nay đang bảo tồn tự nhiên và bán hoang dã trên 10.000 giò lan rừng các loại (200 loài) cùng bộ sưu tập hoa và cây rừng khoảng 1.000 loài (vườn Muôn hoa). Hoa lan và các loài cây cảnh này đã góp phần làm Troh Bư trở nên một rừng cảnh đúng nghĩa. Ngoài ra vườn Troh Bư còn là nơi nuôi giữ, bảo tồn một số loài thú hoang dã như: chim công, trĩ, thỏ, rùa, sóc bay, heo rừng và giống gà đồng bào Ê đê bản địa.
Hiện nay, để tạo ra nguồn thu hỗ trợ cho công tác bảo tồn các loài lan rừng, khu bảo tồn lan Troh Bư đã tổ chức hợp tác kinh doanh du lịch sinh thái và được đánh giá  là một trong những điểm đến hấp dẫn nhất của du lịch sinh thái tỉnh Đắk Lắk.

## Lịch sử
Cái tên Troh Bư gắn liền với một huyền thoại ở địa phương kể rằng: "  ngày xưa, tại vùng đất nọ có một lần Giàng làm khô hạn, mấy năm liền không cho một giọt mưa, đất đai nứt nẻ không còn trồng tỉa được, ngay cả nước ăn cũng dần cạn kiệt, người dân trong làng phải đi rất xa mới tìm được nước dưới những lòng suối sâu. Bao nhiêu lúa, ngô, khoai, sắn trong làng đều đã dùng hết, người trong làng phải chia nhau vào rừng tìm rau, đào củ. Rồi chẳng mấy chốc rau củ trong rừng cũng hết; chim, thú cũng bỏ đi cả không còn gì để săn bắn. Già làng đã nhiều lần cúng tế bao nhiêu là trâu, bò, lợn, gà mà Giàng vẫn không tỏ lòng thương xót. Không thể đợi lâu hơn được nữa, tù trưởng quyết định phải bỏ làng đi tìm đất mới và cả làng lũ lượt kéo nhau đi. Nhiều ngày trôi qua, đã rất xa nơi ở cũ nhưng rừng núi quanh họ vẫn chỉ một màu nắng cháy, cây cối xác xơ, mọi người đều thấy mệt mỏi và chán nản. Chợt một sáng nọ, họ thấy trước mặt có một vùng cây xanh tốt, mọi người cùng nhanh chân bước. Đến nơi, họ thấy đó là một khu rừng đất đai màu mỡ, cây cối tốt tươi. Lúc ấy, trời đã quá trưa; họ dừng chân ở một nguồn suối nhỏ bên một thung lũng. Trong lúc tìm cái lót dạ, họ bỗng phát hiện trong thung lũng kia có rất nhiều cá lóc suối sinh sống; mọi người lấy làm vui mừng, cùng nhau be bờ, tát cá. Khi nước cạn, họ bỗng lấy làm lạ vì cá ở đâu cứ như từ dưới đất chui lên, bắt mãi mà chẳng hết. Trưa đó cả làng lại được ăn uống một bữa no nê; hôm sau cũng vậy, cá vẫn cứ như tự sinh ra trong thung lũng. Đã được no, họ không còn muốn đi xa thêm nữa; lũ làng, ai ai cũng đã thấy ưng bụng với nơi ở mới này. Rồi họ phát hiện quanh đó có rất nhiều những nguồn nước mạch chảy tự nhiên, thật trong lành, mát ngọt; lại còn có cả một dòng suối lớn quanh năm đầy nước thật thuận tiện cho việc lập buôn làng mới. Cho rằng Giàng đã giúp mình, cả làng quyết định dừng chân cúng tạ và bắt tay vào việc lập buôn làng mới. Họ đặt tên cho buôn mới là Buôn Niêng và gọi dòng suối chảy qua làng là suối Ea Nuôl còn thung lũng đầy cá lóc suối đã nuôi sống lũ làng khi mới đến kia là Trohbư".

## lan rừng bảo tồn ở Troh Bư

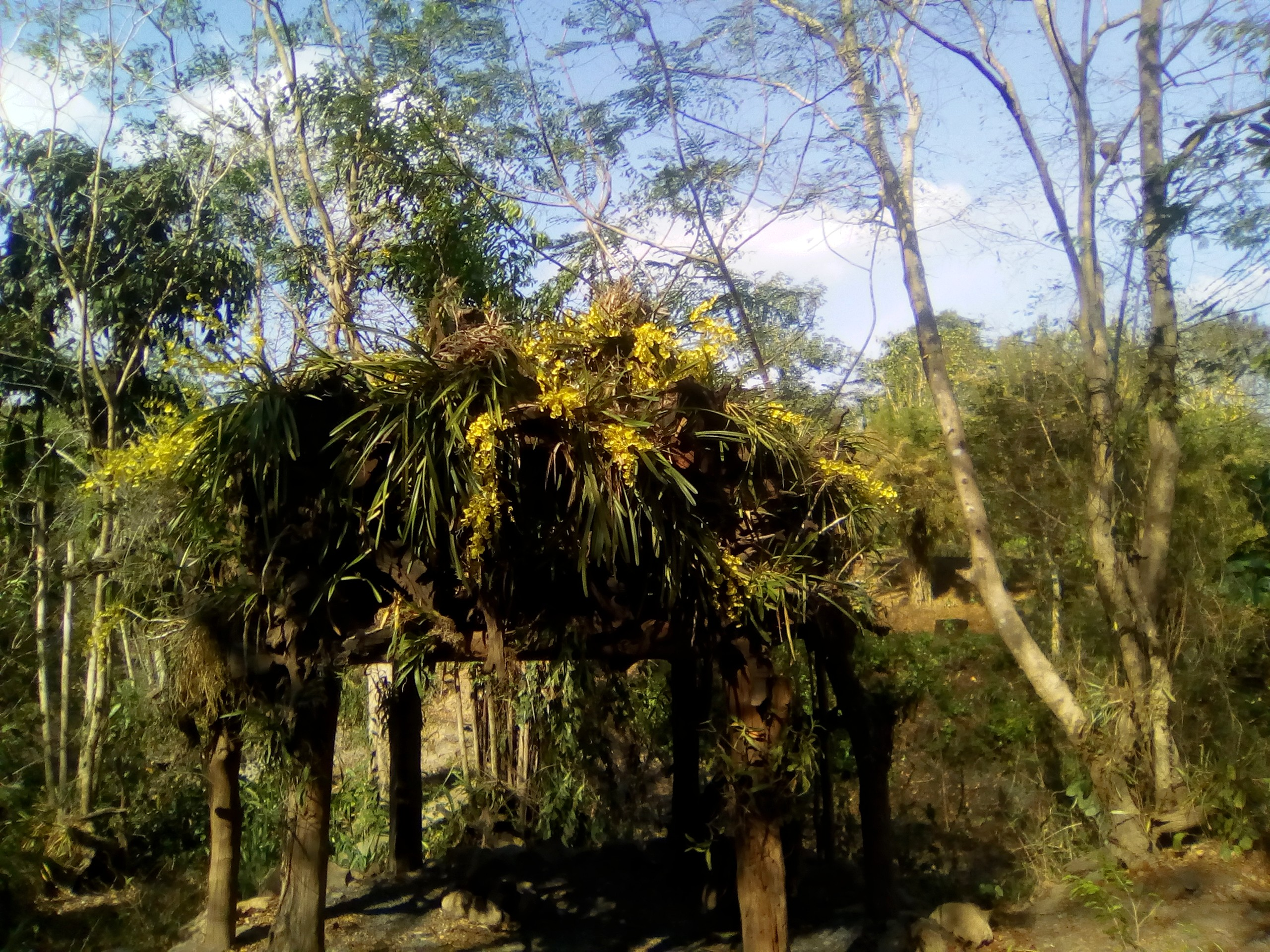
lan trong vườn Troh Bư

Sau hơn 20 năm kiên trì phục hồi rừng tự nhiên, từ những giò lan được sưu tầm về cấy ghép, trên cây rừng trong vườn Troh Bư đã có lan rừng mọc trở lại, tái sinh hạt tự nhiên; một điều hiếm gặp ở các vườn lan.  Với những người mê lan trong cả nước, một khu bảo tồn lan rừng Việt Nam cho đến nay vẫn đang là ước mong cháy bỏng, vì vậy sự ra đời của Khu bảo tồn lan rừng vườn Troh Bư - Buôn Đôn đã nhận được sự hoan nghênh ủng hộ rất lớn của những người mê lan khắp mọi vùng miền. Cuối tháng 5 năm 2017, Tổ chức Kỷ lục Việt Nam (VietKings) đã xác lập và trao Giấy chứng nhận Kỷ lục Việt Nam cho Bộ sưu tập bảo tồn lan rừng tự nhiên lớn nhất của khu bảo tồn lan rừng vườn Troh Bư - Buôn Đôn.
Vườn Troh Bư hiện đang bảo tồn khoảng 200 loài lan rừng Việt Nam, trong đó nổi bật nhất là hai loài Giáng hương Hoàng nhạn và Sóc lào đặc trưng của rừng khộp Buôn Đôn, Ea Súp. Ngoài ra, ở đây còn có các loại như: Thủy tiên, Bướm Long châu, Quế lan hương, Nghinh xuân, Giả hạc, Phượng vĩ, Hồng nhạn, Lan sậy, Lan đầm lầy...đó đều là những giống lan quý đang bị đe dọa của vùng Tây Nguyên.
Đó là những lời nói của Mai Lê Châu Khanh, lớp 5A, Tp Buôn Ma Thuột, Đăk Lăk cho chúng ta biết

## các hiện vật văn hóa khác

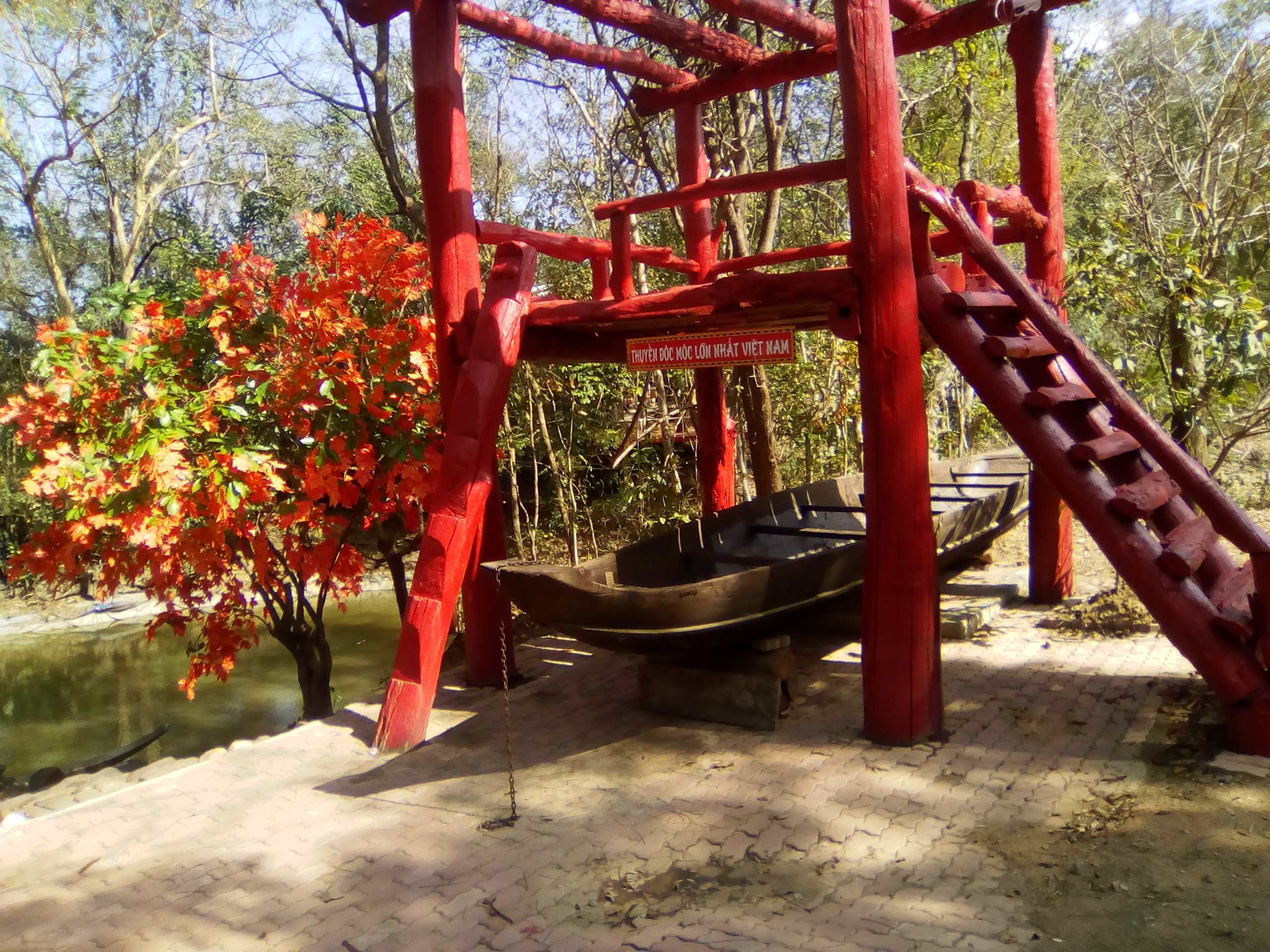
thuyền độc mộc lớn nhất Tây Nguyên

Bên cạnh bộ sưu tập thực vật và lan rừng, nơi đây còn lưu giữ các hiện vật văn hóa vô cùng giá trị đó là chiếc thuyền độc mộc lớn thuộc hàng kỉ lục ở Tây Nguyên (dài 9m, rộng hơn 1,7m do một nghệ nhân ở Buôn Đôn chế tác từ một cây cổ thụ nguyên khối, sau đó nhượng lại cho chủ nhân khu vườn) và bộ chiêng đá cổ xưa 23 thanh, khoảng 10 triệu năm tuổi, khi diễn tấu được cho là rất lạ rất độc đáo. Cuối tháng 5 năm 2017, Tổ chức Kỷ lục Việt Nam (VietKings) cũng đã xác lập và trao Giấy chứng nhận Kỷ lục Việt Nam cho cả hai hiện vật này cùng với danh hiệu Bộ sưu tập bảo tồn lan rừng tự nhiên lớn nhất.
Đây còn là nơi chứa đựng những công trình đại diện cho văn hóa Tây Nguyên, rải rác trong vườn là những nhà sàn nhỏ, nổi bật là ngôi nhà dài truyền thống trưng bày các bộ chiêng đồng, trống cổ cùng nhiều vật dụng sinh hoạt, săn bắn làm rẫy của người Tây Nguyên...

## Hạn chế và khó khăn
Khí hậu Troh Bư bị ảnh hưởng một phần bởi khí hậu Buôn Đôn tương đối khắc nghiệt, hanh khô vào giai đoạn cuối mùa khô (tháng 3-4 hàng năm). Cây rừng phần lớn rụng lá, các hồ sụt giảm nước, ảnh hưởng đến sự phát triển và sinh sôi nảy nở tự nhiên của các loài lan rừng trong vườn.
Là khu bảo tồn tư nhân, khu bảo tồn lan Troh Bư hiện còn gặp rất nhiều khó khăn trong công tác bảo tồn và phát triển số lượng loài do chưa nhận được sự quan tâm, hỗ trợ của các cá nhân, tổ chức và các cấp chính quyền.

## Một số hình ảnh về lan trong vườn Troh Bư

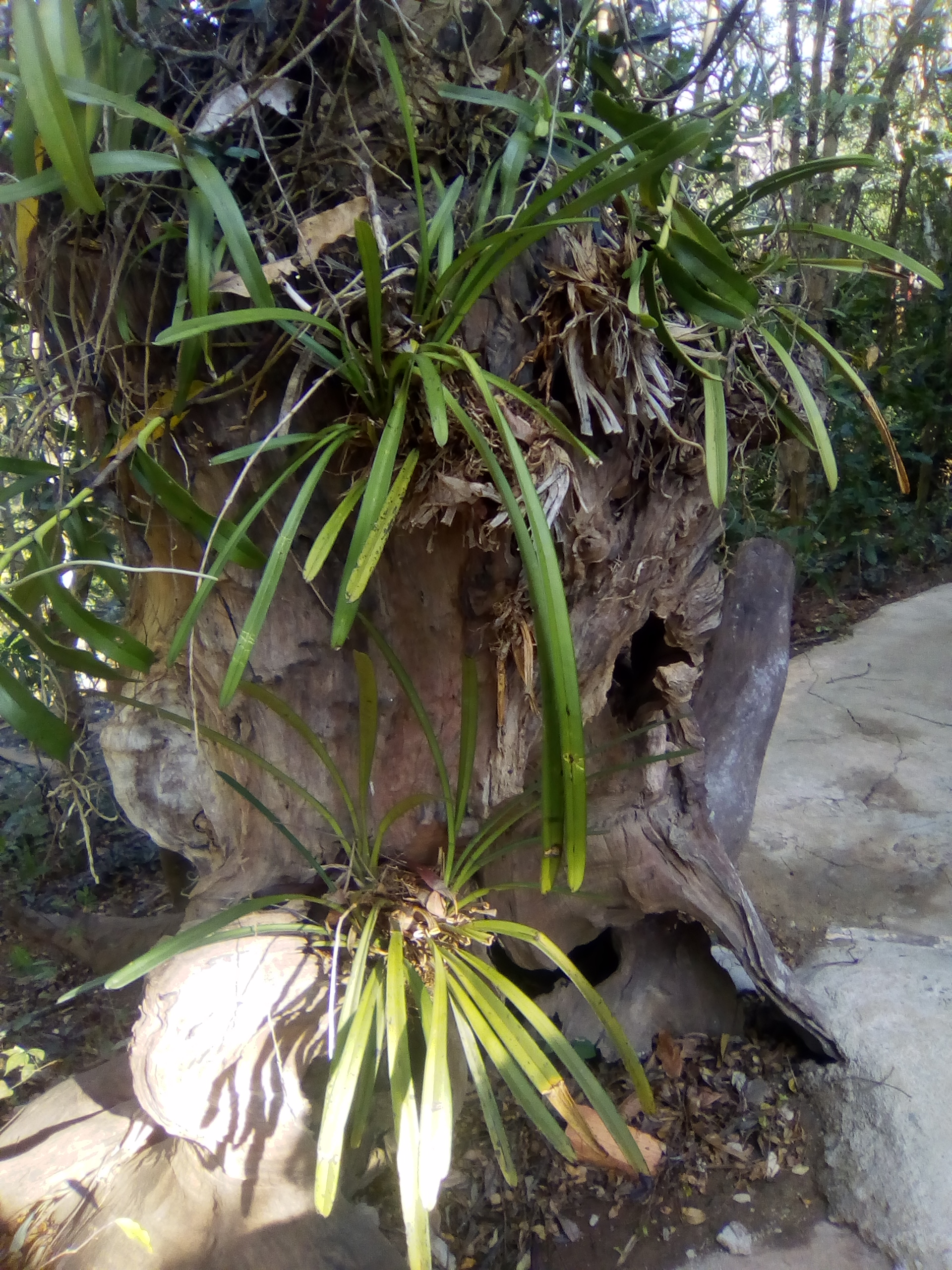

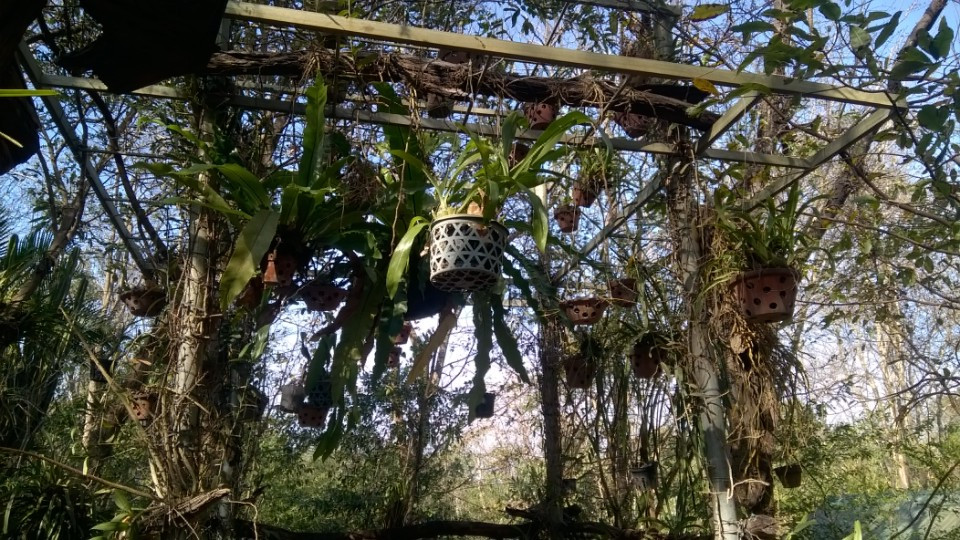

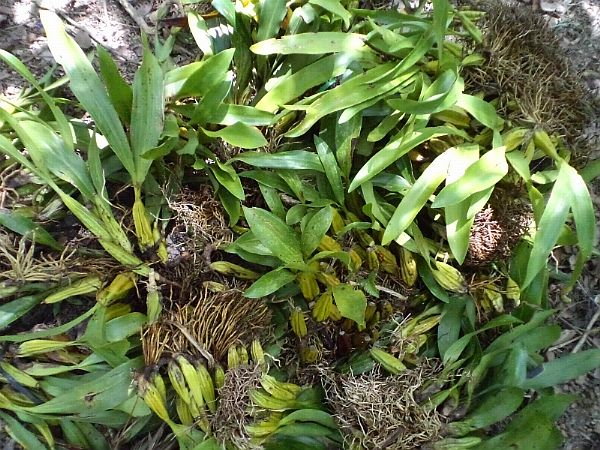